# Philadelphia 76ers
Philadelphia 76ers, també coneguda com a Sixers, és una franquícia de l'NBA amb seu a Filadèlfia, Pennsilvània. Participa en la Divisió Atlàntica de la Conferència Est de l'NBA. L'equip va ser fundat el 1939, encara que va entrar a l'NBA deu anys després, disputa els seus partits de casa en el Wells Fargo Center. Al llarg de la seva extensa història, els 76ers han aconseguit 11 títols de divisió, 5 de conferència i han estat campions de l'NBA en dues ocasions amb el nom actual (1967 i 1983) i una sota el nom de Syracuse Nationals (1955). El seu nom fa referència a la data de la Declaració d'Independència dels Estats Units d'Amèrica (1776).

## Història de la franquícia
- Syracuse Nationals 1939-1963
- Philadelphia 76ers 1963-avui

Els Sixers van començar a jugar en la desapareguda NBL, en la temporada 1946-1947 i amb el nom de Syracuse Nationals. El 1949 van deixar l'NBL per a passar a l'NBA. Tot just van necessitar uns sis anys per a guanyar el seu primer títol, en la temporada 1955-1956.
Els Nationals es van mudar a Filadèlfia el 1963, un any després que els Warriors deixessin la ciutat. Al canviar de localitat també van modificar el seu nom per 76ers. En aquesta nova etapa van guanyar dos altres títols NBA, en les temporades 1966-1967 i 1982-1983. En ambdues van vèncer Los Angeles Lakers a les finals.
Amb l'arribada del nou mil·lenni, els Sixers, liderats per Allen Iverson, van tornar a aconseguir balanços molt positius i a classificar-se de nou per a les finals de l'NBA, de nou enfront dels Lakers. Aquesta vegada no van poder repetir la feta i van perdre l'eliminatòria, sent l'equip californià el guanyador de l'anell de la temporada 2000-2001. En els últims anys, l'equip va assolir classificar-se per als playoffs en pràcticament totes les edicions, encara que no passaven de les primeres rondes.
El 19 de desembre de 2006 l'estrella de l'equip, Allen Iverson, abandonava el club per a fitxar pels Denver Nuggets. La marxa de Chris Webber als Detroit Pistons tot just un mes després, l'11 de gener de 2007, deixa a l'equip en mans de Kyle Korver i Andre Iguodala, els jugadors més importants de la plantilla.

### Syracuse Nationals
Els 76ers és la franquícia més antiga de tota l'NBA. Van començar el 1939 amb el nom de Syracuse Nationals com un equip professional de bàsquet. El 1946 es van unir a la National Basketball League, convertint-se en l'equip situat més a l'est en una lliga predominada per equips del mig-est nord-americà. Era propietat de l'immigrant italià Danny Biasone, i en la seva primera temporada, després d'acabar amb 21 victòries i 23 derrotes, van aconseguir accedir als play-offs, on van ser abatuts pels seus veïns del nord, els Rochester Royals, en 4 partits. Després d'una altra temporada en la qual van ser de nou batuts tot just començar els playoffs, a l'any següent es va incorporar com a jugador Dolph Schayes, amb el qual van aconseguir per primera vegada un balanç positiu al final de la temporada regular, guanyant 40 dels 63 partits de la lliga regular. Després de passar la primera ronda dels playoffs, van acabar sucumbint davant Anderson Duffey Packers en 4 partits. El 1949 els Nationals, juntament amb altres set equips de l'NBL es van fusionar amb la Basketball Association of America per formar l'NBA.
La seva primera temporada en la gran lliga no va poder ser millor, ja que van arribar a les Finals de l'NBA, caient derrotats davant Minneapolis Lakers, que comptava en les seves files amb jugadors com George Mikan, Jim Pollard o Vern Mikkelsen. A l'any següent el rendiment de l'equip no va ser tan bo en la fase regular, acabant amb 32 victòries i 34 derrotes, en la quarta posició de la Divisió Est. Però en arribar els playoffs es van transformar, derrotant els favorits, Philadelphia Warriors, per 2-0 en les Semifinals de Conferència, caient finalment davant dels New York Knicks en 5 partits en les Finals de Conferència, perdent per dos punts en el cinquè i definitiu partit. El 1955, els Nationals (liderats per Dolph Schayes) van guanyar per fi el campionat.
En els següents anys, els Nationals van haver de bregar amb una lliga dominada per equips com els Boston Celtics de Bill Russell, els Philadelphia Warriors de Wilt Chamberlain o els St. Louis Hawks de Bob Pettit, la qual cosa va relegar als Nationals a un segon pla, finalitzant en tercera posició i sent eliminats de la primera ronda dels playoffs pels Warriors.
El 1960, quan els Lakers es van mudar a Los Angeles, els Nationals es van convertir en el primer equip original de l'NBL a l'NBA a jugar a la seva ciutat d'origen. En la temporada 1960-61 els Nationals es van venjar dels Warriors en eliminar-los en tres partits, però serien vençuts pels Celtics, eventuals campions. En les següents temporades, els Nationals serien eliminats pels Warriors en la 1961-62 i pels Cincinnati Royals en la 1962-63.

### Filadèlfia novament a l'NBA
Al començament dels anys 1960, els Nationals passaven per un mal moment. Syracuse era una de les últimes ciutats de grandària mitjana, però resultava molt petita perquè un equip professional sigui rendible. L'empresari paperer Irv Kosloff va comprar els Nationals a Danny Biasone i va mudar l'equip a Filadèlfia el 1963. L'NBA, llavors, retornava a Filadèlfia un any després que els Warriors es mudessin a San Francisco. Es va dur a terme un concurs per decidir quin nom portaria l'equip, el guanyador va ser Walt Stahlberg, qui va proposar el nom de "76ers," en commemoració de la signatura de la Declaració d'Independència dels Estats Units duta a terme a Filadèlfia el 1776. El nom va ser ràpidament escurçat a "Sixers" pels mitjans, i aviat tots dos noms es van usar indistintament per referir-se a l'equip.

### 1964-67: L'era de Wilt Chamberlain

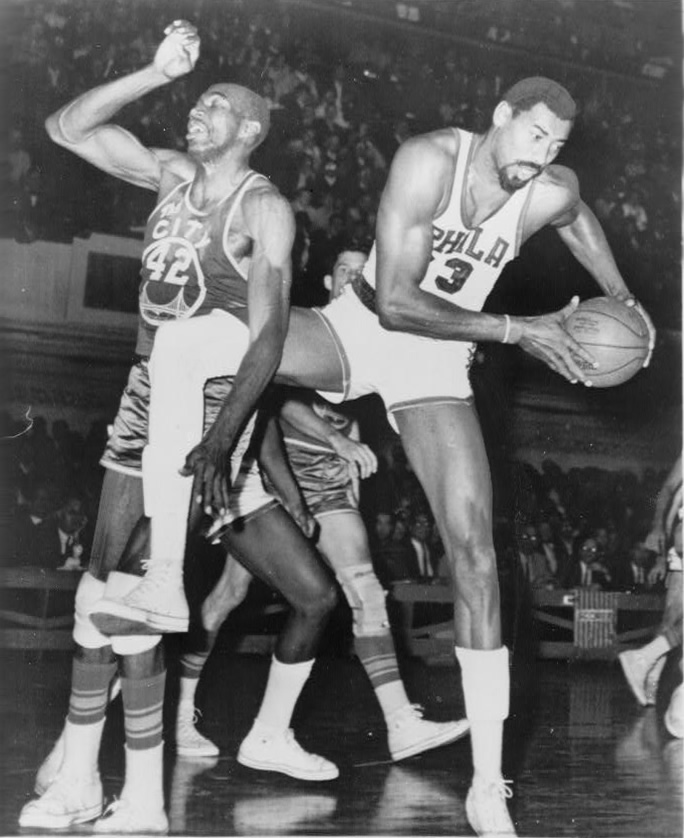
Wilt Chamberlain va liderar als 76ers al seu primer campionat.

Durant els primers quatre anys a Filadèlfia, els Sixers van jugar a l'Arena and Civic Center-Convention Hall, excepte un ocasional partit a The Palestra pertanyent a la Universitat de Pennsilvània. En la temporada 1964-65, van contractar al llegendari Wilt Chamberlain procedent dels Warriors, una llegenda d'institut i vell conegut dels antics Syracuse Nationals. Els Sixers havien de definir les Finals de Conferència en el setè partit de la sèrie enfront de Boston Celtics en la qual van ser derrotats 110–108 en un renyit partit.
Però la temporada 1966-67 va ser sens dubte la millor en la història dels 76ers, dirigits per l'entrenador Alex Hannum i en la pista per Chamberlain, els 76ers van començar amb un rècord de 46-4, finalitzant amb un 68-13, el segon millor global en la història de la lliga en aquells dies. Amb un equip format pel mateix Chamberlain, Billy Cunningham, Hal Greer, Chet Walker, Lucious Jackson o Wali Jones, els 76ers van vèncer en les semifinals dels playoffs als Boston Celtics de Bill Russell, que havien guanyat l'anell en vuit ocasions consecutives. En les Finals de l'NBA es van imposar a San Francisco Warriors, guanyant els 76ers l'anell per segona vegada en la seva història.
Per la temporada 1967-68 els Sixers es preparaven per revalidar el campionat i alhora estrenar pavelló, The Spectrum. Classificats pels playoffs, els 76ers vencien als Celtics per 3-1, però aquests les hi van arreglar per donar la volta a l'eliminatòria i guanyar per 4-3, prenent-se la revenja de la passada temporada. Després d'acabar la sessió, els Sixers van traspassar al seu jugador franquícia, Chamberlain, a Los Angeles Lakers. Fins llavors s'hi havia rumorejat una marxa de Chamberlain a l'ABA (competència de l'NBA), la qual cosa va fer que els Sixers el traspassessin de forma precipitada, obtenint amb prou feines gens a canvi. Al seu torn van enviar a Chet Walker a Chicago Bulls.

### 1968-1974: La caiguda dels 76ers
Privats del que havia estat el seu millor jugador fins llavors, els Sixers van iniciar un evident declivi, ja que en les següents tres temporades no van aconseguir superar la primera ronda dels playoffs. En la temporada 1971-72 ni tan sols van aconseguir classificar-se pels playoffs per primera vegada en la història de l'equip.
La pitjor temporada va ser la de 1972-73. Van començar perdent els primers 15 partits de la temporada, i uns pocs mesos després van fixar el que va ser en aquesta època un rècord de 20 derrotes seguides en una sola temporada. Després de les 20 derrotes tenien un rècord de 4–58, i en aquest moment portaven perduts 34 dels últims 35 partits. Van finalitzar la temporada amb només 9 victòries en 82 partits, per la qual cosa la premsa de Filadèlfia els va sobrenomenar Nine and 73-ers (fent referència a les 9 victòries i 73 derrotes obtingudes). Van acabar aquest any amb 59 partits guanyats menys que el campió de la divisió, els Celtics. Les 9 victòries assolides per l'equip de 1972-73 és la segona quantitat més baixa en la història de l'NBA, només superada pels sis partits obtinguts per Providence Steamrollers en la curta temporada 1947-48. Les 73 derrotes, no obstant això, constitueixen la major quantitat soferta per una franquícia en una sola temporada. Com a dada curiosa cal destacar que només 6 anys abans els 76ers havien fixat el rècord de major victòries en una sola temporada.
A l'any següent, Gene Shue seria contractat com a entrenador i lentament anirien recuperant el nivell. En la temporada 1975-76, els Sixers van contractar a George McGinnis procedent de l'equip de l'ABA Indiana Pacers i amb ell aconseguirien arribar als playoffs després de 5 anys d'absència en els quals van perdre enfront de Buffalo Braves en tres partits. Aquest any, els Sixers seleccionarien en el draft a un important jugador de futur, Darryl Dawkins.

### 1976-1984: Els anys d'Erving i Malone

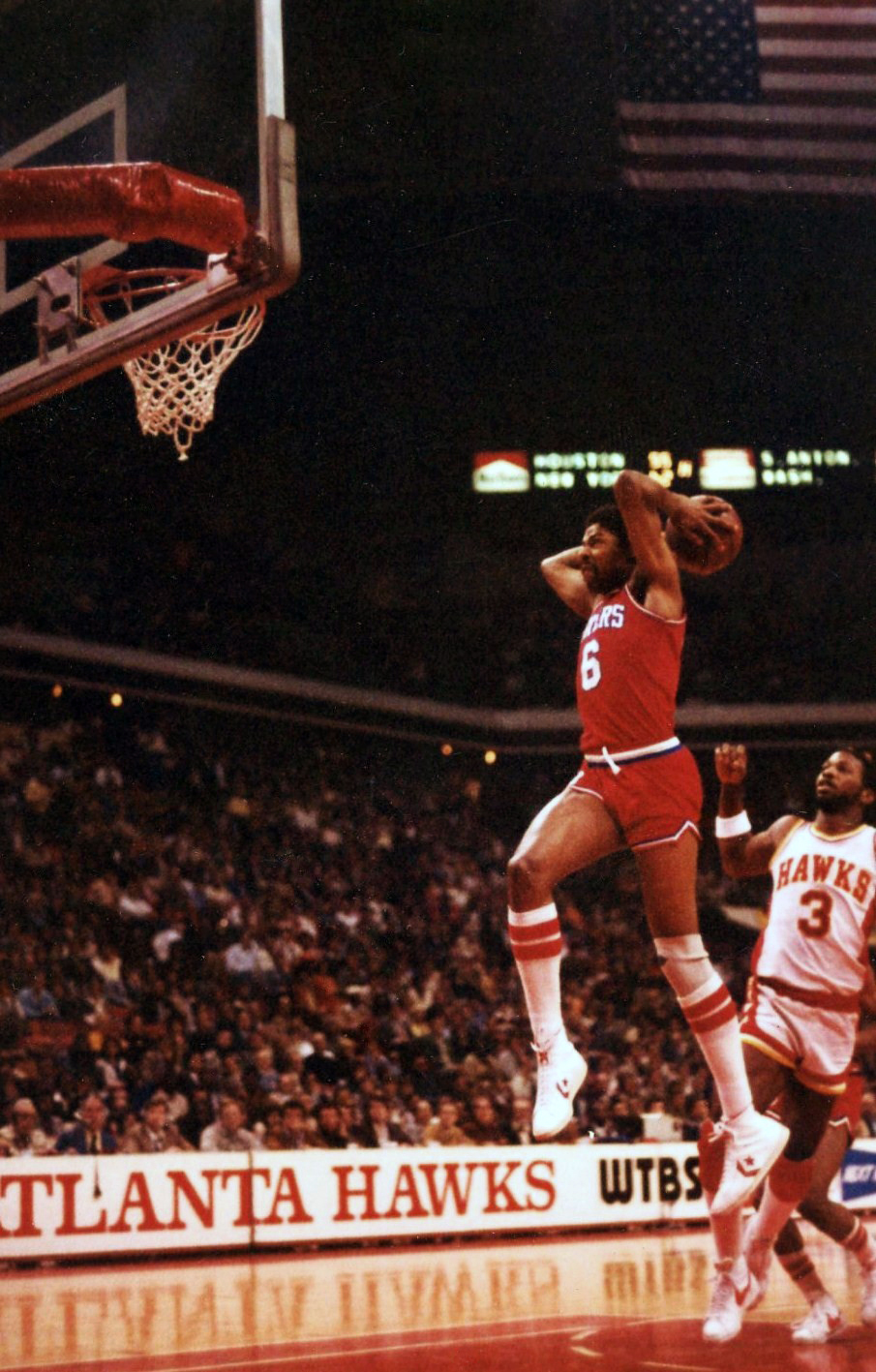
Erving va guanyar l'anell amb els 76ers el 1983.

El 1976 els Sixers es van aprofitar dels problemes financers dels New York Nets per fitxar a baix preu a Julius Erving, el que seria fet i fet un dels més mítics jugadors de la història de la franquícia. Poc abans d'aquest fitxatge, el propietari dels Sixers, Kosloff, va vendre l'equip al filantrop Fitz Eugene Dixon, Jr.
Liderats per Erving (el Doctor J), els 76ers vencerien als seus vells rivals dels Boston Celtics i després als Houston Rockets d'un futur conegut dels de Filadèlfia, Moses Malone. En les Finals de l'NBA s'enfrontarien als Portland Trail Blazers de Bill Walton, sent vençuts per 4-2 després de començar guanyant els dos primers partits.
Per la temporada 1977-78, els 76ers van iniciar la seva ofensiva pel campionat amb el lema "We owe you one" ("Us devem una"). Els Sixers serien vençuts en les Finals de Conferència pels Washington Bullets, fet i fet campions. Els 76ers van seguir sent perennes candidats al títol, i en la temporada 1979-80 perdrien davant Los Angeles Lakers en les Finals de l'NBA per 4-2, en una famosa eliminatòria on el rookie Magic Johnson arribaria a jugar de pivot. En la 1981-82, els Sixers van vèncer als Celtics per 4-3 en una reñidísima eliminatòria, però perdent en la final davant els Lakers.
Per la temporada 1982-83 arribaria la peça clau que necessitaven els Sixers, el pivot Moses Malone. Liderats per Erving i Mo Malone, i acompanyats per jugadors All-Star com Maurice Cheeks, Andrew Toney o Bobby Jones, els Sixers van dominar la temporada regular acabant amb 65 victòries, la seva segona millor marca en la història de la franquícia. Malone guanyaria l'MVP com a jugador més valuós de la lliga. En els playoffs, els Sixers van guanyar als New York Knicks en primera ronda per 4-0 i després als Milwaukee Bucks per 4-1. En les Finals, els 76ers van aplicar un sweep (4-0) als Lakers, els quals els havien deixat sense anell en la passada temporada, guanyant el campionat per tercera vegada i el segon dels Sixers a Filadèlfia. El rècord dels Sixers en els playoffs de 12 victòries i només una derrota només seria superat el 2001 pels mateixos Lakers de Shaquille O'Neal i Kobe Bryant.

### 1984-1992: L'era de Charles Barkley

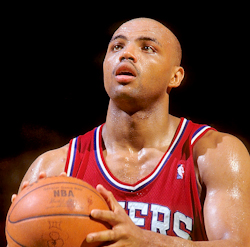
Charles Barkley

Després d'una decebedora temporada el 1983-84, Charles Barkley va arribar a Filadèlfia en la següent temporada. Durant les properes temporades, Barkley encantaria als seguidors dels Sixers gràcies a la seva forma de ser, graciós i de vegades controvertit. Els 76ers van retornar a les Finals de Conferència, però van perdre amb els Celtics en cinc partits. Per a la temporada següent, Matt Guokas va reemplaçar a Billy Cunningham com a entrenador, liderant a l'equip cap a la segona ronda dels playoffs el 1985-86, on va ser derrotat pels Milwaukee Bucks en set partits.
El 16 de juny de 1986, Katz va fer dos dels traspassos més controvertits i criticats en la història de la franquícia, traspassant a Moses Malone a Washington i la primera elecció en el draft de 1986 (que havia estat obtingut de San Diego Clippers en un traspàs per Joe Bryant el 1979) als Cleveland Cavaliers. A canvi d'això, els Sixers van rebre a Roy Hinson, Jeff Ruland i Cliff Robinson, cap dels quals jugaria més de tres temporades amb l'equip. Cleveland, mentrestant, va capitalitzar la seva elecció en una futura estrella, Brad Daugherty. Els 76ers van tornar als playoffs el 1986-87, però es van veure derrotats per Milwaukee. El 1987-88, amb un rècord de 20–23, Guokas va ser acomiadat i reemplaçat per l'assistent Jim Lynam. Lynam va finalitzar la temporada 16-13, i l'equip amb 36-46, fallant a aconseguir la postemporada per primera vegada des de 1974-75. Filadèlfia va seleccionar a Charles Smith amb la seva primera elecció en el draft de 1988, després el va traspassar a Los Angeles Clippers per la seva primera elecció, Hersey Hawkins. En cinc temporades amb els Sixers, Hawkins va fer una mitjana de 19 punts per partit, i va abandonar l'equip com el líder històric en tirs de tres punts intentats i anotats.
El 1988-89 els Philadelphia 76ers van tornar als playoffs després d'un any d'absència, però van ser escombrats en primera ronda pels New York Knicks. El 1989-90 Barkley va acabar segon en la votació de l'MVP de la temporada, mentre que l'equip va guanyar el títol de divisió. Després de derrotar els Cleveland Cavaliers en la primera ronda dels playoffs, els Philadelphia 76ers es van enfrontar als Chicago Bulls de Michael Jordan. Van ser vençuts pels Bulls en cinc partits, i repetirien la seva actuació a l'any següent, 1991, escombrant als Bucks en la primera ronda. Algunes persones pensen que les derrotes en postemporada enfront de Chicago van ser el començament de la fi de l'estada de Barkley a Filadèlfia. El 1991-92 els 76ers no van participar en la postemporada per segona ocasió en els vuit anys que Barkley va estar a l'equip. El 17 de juny de 1992 Barkley va ser traspassat als Phoenix Suns a canvi de Jeff Hornacek, Tim Perry, i Andrew Lang, en un traspàs molt criticat pels fans de Pennsilvània.

### 1994-96: Els Anys Foscos
Lynam va deixar la seva posició d'entrenador per convertir-se en general mànager en el transcurs de la temporada 1991-92, i va contractar a Doug Moe per cobrir el lloc vacant. Moe dirigiria només 56 partits, amb un rècord negatiu de 19–37. El popular exjugador i per molt temps entrenador assistent, Fred Carter va succeir a Moe en el càrrec a partir de març de 1993, però no va assolir més que un pobre rècord de 32–76. Per la temporada 1993-94, John Lucas va ser contractat amb el doble rol d'entrenador i gerent general. Lucas havia tingut anys reeixits com a entrenador dels San Antonio Spurs, i els Philadelphia 76ers esperaven que pogués retornar el bon joc als 76ers. No obstant això, va succeir tot el contrari, ja que l'equip va tenir un rècord de 42–122 en les dues temporades sota el comandament de Lucas. La contractació de jugadors poc productius com Scott Williams i Charles Shackleford, jugadors al final de les seves carreres com LaSalle Thompson, Orlando Woolridge i Scott Skiles, juntament amb uns decebedors novençans triats en les primeres rondes del draft com Shawn Bradley i Sharone Wright van ser factors importants en la mala situació de l'equip. De fet, Wright va jugar només en 4 temporades de l'NBA mentre que Eddie Jones, triat en el draft 4 llocs sota Wright el 1994 pels L.A. Lakers està en la seva 14a. temporada sent un jugador important per al seu equip.
Començant el 1990-91 i finalitzant el 1995-96, els 76ers van tenir la poc agraciada distinció d'haver tingut un rècord pitjor a l'anterior cada any. El pitjor moment va ser el 1995-96, quan van acabar 18–64, el segon pitjor balanç en la història de la franquícia. Va ser a més el segon pitjor en la lliga aquest any, superant només als Vancouver Grizzlies i fins i tot superat pels debutants Toronto Raptors. Katz, qui no era volgut pels afeccionats des dels traspassos de 1986, va vendre la franquícia a un consorci liderat per l'amo dels Philadelphia Flyers, Ed Snider i la corporació Comcast a la fi d'aquesta temporada, amb Pat Croce, qui havia estat preparador tant dels Flyers com dels Sixers, prenent el rol de president.
Molts seguidors dels 76ers van denominar a aquests anys com "L'Època Fosca". No obstant això, després de molts anys de poca fortuna, va haver-hi una llum d'esperança. L'equip va guanyar la primera elecció en el Draft de l'NBA de 1996. En aquesta ocasió els Sixers triarien a Allen Iverson.

### 1996-2006: L'era d'Allen Iverson

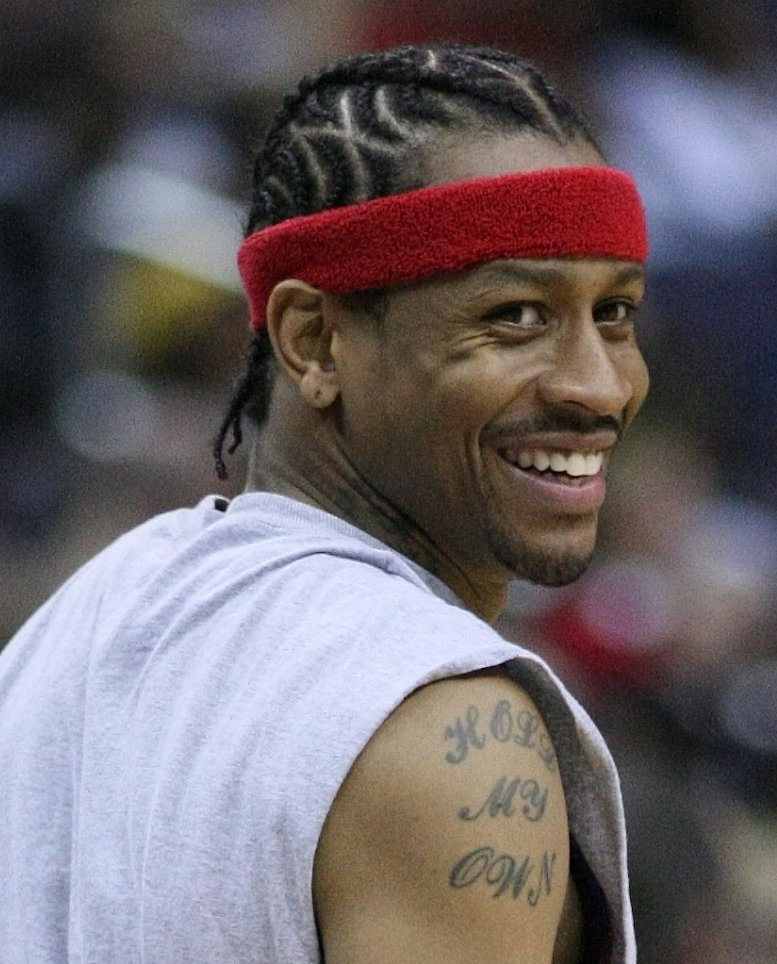
Allen Iverson.

Amb la nova gerència i Iverson, i la mudança al CoreStates Center, l'equip semblava encaminat cap a un bon futur. Croce va acomiadar a Lucas de tots dos llocs. Johnny Davis va ser nomenat com a nou entrenador, mentre que Brad Greenberg es va fer càrrec de la gerència general. Iverson va ser nomenat Rookie de l'Any de l'NBA, però la millora de l'equip va ser mínima, finalitzant amb un rècord de 22–60. Els alts dirigents dels Sixers van ser acomiadats. Es necessitaven fer canvis després de la temporada 1996-97. Davis i Greenberg van ser separats dels seus càrrecs i fins i tot es van crear un nou logo i un nou disseny de la samarreta. Per reemplaçar a Davis va ser contractat Larry Brown. Conegut per la seva tàctica defensiva i per haver transformat equips sense èxits en guanyadors jugant de manera correcta, Brown va afrontar, potser, el seu més gran desafiament com a entrenador. Sovint es va enfrontar amb Iverson, però els 76ers van escalar a 31 victòries en la temporada 1997-98. Al començament d'aquesta temporada, van traspassar a Jerry Stackhouse, qui havia estat triat en el tercer lloc del Draft de 1995, a Detroit Pistons. A canvi, els Philadelphia 76 van rebre a Aaron McKie i Theo Ratliff, jugadors d'un gran desplegament defensiu que ajudarien al ressorgiment de l'equip. Va ser també adquirit Eric Snow procedent de Seattle SuperSonics al gener de 1998.
Previ a l'inici de la temporada 1998-99, els 76ers van contractar a George Lynch i Matt Geiger, temporada que seria escurçada a 50 partits, a causa del tancament patronal de l'NBA (conegut com a lockout). En el transcurs de la temporada, els Philadelphia 76ers van contractar a Tyrone Hill en una operació realitzada amb Milwaukee. L'equip va començar amb el seu renaixement durant aquesta temporada atípica, amb un rècord de 28–22 i el sisè lloc en la Conferència Est, primera vegada en la postemporada des de 1991. En primera ronda, els Philadelphia 76ers van derrotar a Orlando Magic, 3-1, per després ser escombrats per Indiana Pacers. A l'any següent, els Sixers van quedar cinquens amb un rècord de 49–33. Novament, van superar la primera ronda en quatre partits, aquesta vegada vencent a Charlotte Hornets. Per segon any consecutiu, van caure enfront d'Indiana en la segona ronda, aquesta vegada en sis partits. Iverson i Brown van continuar amb les seves diferències, i la relació va arribar a tal punt que era molt probable el traspàs del jugador. Va sorgir un rumor de traspàs a Los Angeles Clippers, però un complicat tracte entre quatre equips hagués enviat a Iverson als Detroit Pistons, la qual cosa al final no es va produir per problemes amb el topall de salaris. Quan va quedar clar que Iverson es quedava en els Philadelphia 76ers, ell i Brown van millorar la seva relació, i l'equip va obtenir beneficis el 2000-01.

#### Les Finals de l'NBA
Durant aquesta temporada, els 76ers van començar guanyant els seus primers deu partits, i el seu rècord arribaria a estar 41–14 a mitja temporada regular. Larry Brown va ser triat entrenador de la Conferència Est a l'All-Star Game, i Allen Iverson nomenat MVP de l'All-Star. Uns dies abans de l'All Star Weekend, Theo Ratliff va ser donat de baixa per la resta de la temporada a causa d'una lesió en la nina. Sentint la necessitat de comptar amb un pivot de jerarquia per fer un bon paper, els Philadelphia 76ers van adquirir a Dikembe Mutombo d'Atlanta Hawks en un traspàs que va enviar a Ratliff, Nazr Mohammed, Toni Kukoč i Pepe Sánchez a Atlanta (Sánchez seria tornat a contractar més tard en la temporada després que els Hawks prescindissin d'ell). Al final de la temporada, i amb un rècord de 56–26, els Philadelphia 76ers estaven en carrera pel primer lloc de la conferència. Les 56 victòries obtingudes per l'equip compartien la segona major quantitat de la lliga darrere de les 58 de San Antonio. Los Angeles Lakers també van tenir 56 victòries, però es van classificar en un lloc més alt que els Sixers basats en el desempat.
En la primera ronda dels playoffs, els Philadelphia 76ers es van enfrontar de nou a Indiana. En el primer partit, els 76ers van malgastar un avantatge de 18 punts i van perdre 79–78, quan Reggie Miller va encistellar un triple en els segons finals. Els Philadelphia 76ers es van recuperar, no obstant això, i van vèncer en els següents tres partits per a aconseguir la sèrie. En les Semifinals de Conferència, els Sixers es van enfrontar als Toronto Raptors de Vince Carter. Els equips van alternar victòries en els primers quatre partits, amb Iverson anotant 54 punts en la victòria dels Philadelphia 76ers en el segon partit. En el cinquè partit, els 76ers van començar liderant 33–12 després del primer quart i van derrotar a Toronto, 121–88, amb 52 punts d'Iverson. Els Raptors van guanyar el sisè partit, decidint la sèrie en el setè partit en el First Union Center. Amb els Sixers vencent per 88–87, Carter va fallar el llançament final per enviar als Philadelphia 76ers a les Finals de Conferència enfront dels Milwaukee Bucks. Després que es repartissin els dos primers partits, es va donar a conèixer que Iverson no jugaria en el tercer partit a causa de diverses lesions que el van afligir també més endavant. Encara que moltes persones pensaven que Milwaukee guanyaria fàcilment, els 76ers van donar batalla fins al final, en què van caure 80–74. Els Sixers van guanyar el quart i cinquè partit i van ser derrotats en el sisè. En el setè partit, els Bucks lideraven 34–25 en el segon quart, fins que un suplent que rares vegades jugava, Tall Bell, va anotar 10 punts per aconseguir un parcial de 23–4 que li va donar el lideratge a Philadelphia. Iverson va anotar 44 punts, i els 76ers van mantenir el seu nivell en la segona meitat per guanyar 108–91, aconseguint les Finals de l'NBA per primera vegada des de 1983. El seu oponent seria Los Angeles Lakers, que venien invictes amb onze victòries en les tres sèries anteriors dels playoffs, i era esperat per la majoria del públic que derrotessin ràpidament als Sixers.
En el primer partit, els Lakers van prendre la davantera per 18–5, però els Sixers es van recuperar i van treure un avantatge de 15 punts en la segona meitat. Los Angeles van jugar dur per empatar 94–94 el partit al final del temps regular. Els Lakers van anotar els primers cinc punts del temps extra, però els 76ers van respondre amb un parcial de 13–2 per donar fi al partit, vencent per 107–101. Los Angeles van guanyar el segon, 98–89. En el tercer partit, Shaquille O'Neal va sortir de la pista per 6 faltes a l'últim quart, i els 76ers es van apropar als Lakers. Robert Horry, no obstant això, va anotar un triple en el minut final, i els Sixers van perdre, 91–86. Els Lakers van obtenir el títol de campió obtenint una victòria per 100-86 en el quart partit i una altra per 108–96 en el cinquè. La plantilla de 2000-01 dels Sixers va ser reconeguda en diversos aspectes: l'MVP de la temporada (Iverson), l'Entrenador de l'Any (Brown), el Millor Defensor de l'NBA (Mutombo), i el Millor Sisè Home (Aaron McKie).

#### Baixada i marxa de Larry Brown
Els 76ers van començar la temporada 2001-02 amb altes expectatives, però només van ser capaços d'obtenir un rècord de 43–39, classificant-se sisens en la Conferència Est. En la primera ronda dels playoffs, els Philadelphia 76ers van ser derrotats pels Celtics, 3-2. El 2002-03 els Sixers van començar amb un 15–4, però una ratxa de 10–20 els va deixar 25–24 previ al recés per l'All-Star. Després del descans, els 76ers van reaccionar, guanyant nou partits seguits, i 23 dels últims 33 per finalitzar 48–34, quedant quarts en la conferència. Iverson va anotar 55 punts en el partit inicial dels playoffs enfront dels New Orleans Hornets, i els Sixers van guanyar la sèrie en sis partits. En la segona ronda, Detroit Pistons va vèncer als 76ers en sis partits.
En el Memorial Day del 2003, Brown va renunciar al seu càrrec d'entrenador, prenent el càrrec a Detroit als pocs dies. Després de ser rebutjats per Jeff Van Gundy i Eddie Jordan, els 76ers van contractar a Randy Ayers, que havia estat assistent de Brown, com el nou entrenador. Ayers va durar 52 partits al capdavant de l'equip, va ser acomiadat quan l'equip portava un rècord de 21–31. Chris Ford va prendre el seu lloc, però els Sixers van acabar la temporada 33–49, faltant als playoffs per primera vegada en sis anys. Iverson, que no va tenir una molt bona relació amb Ford durant la segona meitat de la temporada, va jugar només 48 partits en una temporada plagada de lesions. Després d'aquesta temporada, va ser nomenat com a entrenador Jim O'Brien, nascut a la ciutat. Iverson va tornar a la seva posició anterior com a base i va millorar notablement el seu rendiment, tenint la seva millor temporada. També va impressionar a molts amb la seva intenció d'incloure a altres jugadors en l'ofensiva. Durant la temporada 2004-05, els Philadelphia 76ers van contractar a Chris Webber en un traspàs amb Sacramento Kings, amb l'esperança que aquest fos la segona opció en l'atac, després d'Iverson que tant havia buscat l'equip. Andre Iguodala, elecció de primera ronda del draft, va ser triat per a l'equip de novençans que va participar en l'All-Star Weekend, i els Sixers van tornar als playoffs amb un rècord de 43–39. En primera ronda, van ser derrotats en cinc partits pels Detroit Pistons, dirigits per Larry Brown. Per a la temporada següent, O'Brien va ser acomiadat i reemplaçat per Maurice Cheeks, qui havia jugat per a l'equip entre 1978 i 1989, sent el base titular de l'equip campió de 1983. No obstant això, el canvi d'entrenador no va canviar la situació de l'equip. Una ratxa de 2 victòries i 10 derrotes el març va ser la causa que no aconseguissin la postemporada per segona vegada en tres anys.
En la temporada 2006-07 els Sixers van començar guanyant tres partits. No obstant això, l'equip va baixar notablement el seu joc a mitjan temporada i van finalitzar amb un rècord de 35-47, aconseguint el tercer lloc en la Divisió Atlàntic i novens en la conferència (empatats amb Indiana).
El dimarts 5 de desembre de 2006, decebut pel rumb de l'equip, Iverson va donar un ultimàtum als dirigents dels 76ers: que trobessin un jugador que l'acompanyés o el traspassessin a un altre equip.

### 2006-2013: En terra de ningú
El dimarts 19 de desembre Allen Iverson, juntament amb Ivan McFarlin, van ser enviats als Denver Nuggets a canvi d'Andre Miller, Joe Smith, i dues eleccions de primera ronda en el draft. El gener de 2007, el gerent general dels Sixers, Billy King, va anunciar que l'equip i l'ala-pivot Chris Webber havien arribat a un acord de rescissió de contracte, els Sixers li pagarien a Webber 36 milions de dòlars durant la següent temporada i mitja, que representa 7 milions menys del que li haguessin pagat per jugar.
La marxa d'Iverson, que havia estat la gran estrella dels Sixers durant més de 10 anys, va deixar al jove Andre Iguodala com a líder d'un equip en plena reestructuració. Els 76ers finalitzarien la temporada 2006-07 amb un global de 35-47. En el draft d'aquest mateix any, els Sixers van triar a Thaddeus Young, i després d'una sèrie d'operacions amb Miami Heat i Portland Trail Blazers, es van quedar finalment amb el jugador dels Utah Jazz Herbert Hill. Al desembre, Ed Stefanski reemplaçava a Billy King com a mànager general dels 76ers.
En la temporada 2007-08 els 76ers van aconseguir la classificació matemàtica pels playoffs després de derrotar els Atlanta Hawks per primera vegada des de 2005 i després de la marxa d'Allen Iverson. Malgrat això, van ser eliminats en primera ronda pels Detroit Pistons en sis partits. Per la temporada 2008-09, els 76ers es van reforçar amb el fitxatge d'Elton Brand, encara que la seva nova incorporació no va rendir al nivell de l'esperat, també es va renovar a Iguodala i Louis Williams. A causa del baix rendiment de l'equip, l'entrenador Maurice Cheeks va ser acomiadat al desembre i va ser reemplaçat pel seu assistent Tony DiLeo, amb qui van millorar i van finalitzar la campanya amb un rècord de 41-41. En primera ronda dels playoffs es van veure les cares amb els Orlando Magic, caient eliminats per 4-2 després d'arribar a avançar-se en la sèrie guanyant dos dels tres primers partits.
Per la temporada 2008-09 els 76ers van draftejar a Jrue Holiday i es va anunciar la tornada d'Iverson, que tornava al que va ser el seu equip durant més de 10 anys, encara que aquesta vegada amb un rol molt més secundari. Però l'eufòria dels fans dels Sixers va durar poc, perquè el febrer del 2009 Iverson va anunciar que deixava temporalment l'equip per qüestions familiars, i poc després anunciava que no tornaria a la disciplina dels 76ers. L'equip va acabar amb un 27-55 de global, el seu pitjor resultat des de 1998, alhora que l'entrenador era acomiadat.
Per la temporada 2009-10 el veterà Doug Collins va ser nomenat nou entrenador i Evan Turner va ser draftejat. L'equip va començar la temporada de forma pèssima, amb un 3-13 de global i acabant amb un 41-41, encara que aconseguint passar als playoffs, on caurien davant Miami Heat per 4-1. Malgrat tot, el treball de Collins va ser elogiat per millorar els resultats de l'equip i va acabar segon en la votació a entrenador de l'any de l'NBA.
Per la temporada 2010-11 es va produir un canvi de propietari quan el conglomerat Apollo Global Management va pagar 280 milions de dòlars per a adquirir la franquícia. Collins es va mantenir com a entrenador però Ed Stefanski va ser rellevat com a mànager dels Sixers. L'equip va començar amb el seu millor resultat des de la temporada 2000-01 amb un 20-9 i acabant amb un 35-31 de rècord i vuitens de la Conferència Est. En playoffs s'enfrontaven als Chicago Bulls, i contra tot pronòstic, els van vèncer per 4-2, guanyant una sèrie dels playoffs per primera vegada des de 2003 i sent la vuitena vegada que el vuitè classificat vencia al primer. En segona ronda es van enfrontar als Boston Celtics, però encara que la ronda va ser disputada, els Sixers perdrien per 4-3. Per a la següent temporada, Elton Brand va ser amnistiat, i arribarien Dorell Wright, Nick Young, Kwame Brown i Royal Ivey. L'agost de 2012, el jugador franquícia, Iguodala, va deixar l'equip rumb als Denver Nuggets en un trade a quatre bandes que portaria a Dwight Howard a Los Angeles Lakers, però pel qual els Sixers obtenien al pivot Andrew Bynum dels Lakers.
Per la temporada 2012-13 els 76ers prometien amb importants jugadors com Bynum, Holiday, Turner o Thaddeus, però a causa d'una lesió de Bynum aquest no arribaria a vestir-se amb la samarreta del conjunt de Filadèlfia. Jason Richardson també es va lesionar de gravetat i altres jugadors com Holiday, Young o Ivey van caure lesionats en algun moment. Només Evan Turner i Spencer Hawes van arribar a jugar tots els partits de la temporada regular. Finalment els Sixers van acabar amb un global de 34-48 i fora dels playoffs, per primera vegada des de l'arribada de Doug Collins.

### 2013-present: Reconstrucció total
Per a la temporada 2013-14 els Sixers van decidir fer una reconstrucció total de la plantilla, enviant a Jrue Holiday als New Orleans Pelicans a canvi del recentment drafteat Nerlens Noel i una futura primera ronda de draft. Al seu torn, els Sixers van escollir al base Michael Carter-Williams. Bynum també va abandonar l'equip sense arribar a debutar, i a mitjan temporada, Turner era traspassat als Indiana Pacers per Danny Granger i també marxaven de l'equip Hawes i Lavoy Allen.

## Pavellons
- State Fair Coliseum (1949-1951)
- War Memorial (a Oncenter) (anteriorment anomenat Onondaga War Memorial) (1951-1963)
- Convention Hall i Philadelphia Arena (1963-1967)
- Wachovia Spectrum (1967-1996)
- Wells Fargo Center (anteriorment anomenat First Union, Wachovia) (1996-avui)

## Jugadors destacats
- Wilt Chamberlain
- Julius Erving
- Allen Iverson